# Daryl Duke
Daryl Duke (8 de març de 1929 - 21 d'octubre de 2006) va ser un director de cinema i televisió canadenc.

## Biografia
Duke va néixer a Vancouver, Columbia Britànica, on es va convertir en un dels primers productors regionals de CBC Television. La seva carrera va continuar amb la CBC a Toronto produint sèries com This Hour Has Seven Days, després als Estats Units per a les principals xarxes de televisió i estudis d'allà.
El 1977, va guanyar el Canadian Film Award al millor director pel seu èxit sorpresa Testimoni silenciós.
El seu èxit significatiu a la televisió va ser dirigir la minisèrie guanyadora del Premi Emmy The Thorn Birds. Duke també va ser un dels responsables de la creació de CKVU-TV a Vancouver, que avui forma part de la franquícia Citytv. Cal destacar que va produir i dirigir les primeres "pel·lícules de cançons" de Bob Dylan, vinyetes en blanc i negre que van ser els precursors dels vídeos musicals actuals. Va ser inclòs al BC Entertainment Hall of Fame i Star Walk el 1997.
Duke va morir a West Vancouver, Colúmbia Britànica, l'any 2006 a causa de la fibrosi pulmonar.

## Filmografia

### Cinema
- 1972: Dia de pagament
- 1978: Testimoni silenciós
- 1982: Hard Feelings
- 1986: Tai-Pan

### Televisió
- 1964: This Hour Has Seven Days
- 1966: Wojeck (1 episodi)
- 1969: The Bold Ones: The New Doctors (3 episodis)
- 1970: Children of the Lotus Eater
- 1970: Night Gallery (1 episodi)
- 1970–71: The Psychiatrist (pilot, 1 episodi)
- 1972: Banacek (1 episodi)
- 1972: Cool Million (episodi)
- 1972: Ghost Story (2 episodis)
- 1973: I Heard the Owl Call My Name
- 1973: The President's Plane Is Missing
- 1974: Harry O (2-part episodis)
- 1975: A Cry for Help
- 1975: They Only Come Out at Night
- 1976: Griffin and Phoenix
- 1979: The Return of Charlie Chan
- 1983: The Thorn Birds (minisèrie)
- 1985: Florence Nightingale
- 1989: Aquell moment màgic
- 1990: Columbo: Columbo Cries Wolf
- 1991: Columbo: Caution: Murder Can Be Hazordous to Your Health
- 1992: Fatal Memories

## Premis i reconeixements
- 1971: guanyador, Primetime Emmy Award, Assoliment de direcció excepcional en un drama, episodi de The Bold Ones: The Senator
- 2004: guanyador, Premi John Drainie[3]